# SS 433
SS 433 är ett dubbelstjärnesystem i stjärnbilden Örnen. SS 443 är ett av de mest exotiska stjärnsystem astrnomerna observerat. SS 443 är en  röntgendubbelstjärna och tillika röntgenvariabel som varierar i magnitud mellan +13,0 och 15,13 i ljusstyrka. Den kompakta komponenten är troligtvis ett svart hål eller möjligen en neutronstjärna. Enligt den andra "normala" stjärnkompanjonens spektrum så är den en gammal stjärna av A-typ.
SS 443 är därtill den första mikrokvasar man upptäckt efter Cygnus X-1, som numera också räknas till denna exklusiva kategori.
SS 443 beteckning kommer från dess upptäckare, Case Western Reserve astronomerna Nicholas Sanduleak och C. Bruce Stephenson. Det var deras 443:e inlägg i deras katalog med stjärnor som har starka strålningslinjer från 1977.